# Paquistão na Universíada de Verão de 2021
O Paquistão participou da Universíada de Verão de 2021, que aconteceu em Chengdu, na China, entre 28 de julho e 8 de agosto de 2023.
A delegação teve cinco atletas femininas em duas modalidades olímpicas e uma não olímpica — o wushu.

## Competidores
Estas foram as modalidades e atletas que disputaram a edição:
| Esporte   | Masculino | Feminino | Total |
| --------- | --------- | -------- | ----- |
| Atletismo | 0         | 2        | 2     |
| Taekwondo | 0         | 2        | 2     |
| Wushu     | 0         | 1        | 1     |
| Total     | 0         | 5        | 5     |

## Desempenho

### Atletismo
Feminino
Provas de campo
| Atleta       | Evento                | Primeira fase | Primeira fase | Semifinal | Semifinal | Final       | Final       | Ref.  |
| Atleta       | Evento                | Resultado     | Pos.          | Resultado | Pos.      | Resultado   | Pos.        | Ref.  |
| ------------ | --------------------- | ------------- | ------------- | --------- | --------- | ----------- | ----------- | ----- |
| Uzma Azam    | Lançamento do martelo | 35.57         | 17            | —         | —         | Não avançou | Não avançou | [ 3 ] |
| Amtul Rehman | Salto em distância    | 5.20          | 29            | —         | —         | Não avançou | Não avançou | [ 4 ] |
| Amtul Rehman | Salto triplo          | 11.16         | 20            | —         | —         | Não avançou | Não avançou | [ 5 ] |

### Taekwondo
Feminino
| Atleta      | Evento   | Primeira fase          | Oitavas                | Quartas                | Semifinais             | Final                  | Posição     | Ref.  |
| Atleta      | Evento   | Adversário e resultado | Adversário e resultado | Adversário e resultado | Adversário e resultado | Adversário e resultado | Posição     | Ref.  |
| ----------- | -------- | ---------------------- | ---------------------- | ---------------------- | ---------------------- | ---------------------- | ----------- | ----- |
| Maliha Ali  | até 67kg | Bye                    | TPE Lin C. D 0–2       | Não avançou            | Não avançou            | Não avançou            | Não avançou | [ 6 ] |
| Manisha Ali | até 73kg | —                      | CHN Zhou Z. D 0–2      | Não avançou            | Não avançou            | Não avançou            | Não avançou | [ 7 ] |

### Wushu
Feminino
| Atleta      | Evento | Quartas                      | Semifinais             | Final                  | Posição     | Ref.  |
| Atleta      | Evento | Adversário e resultado       | Adversário e resultado | Adversário e resultado | Posição     | Ref.  |
| ----------- | ------ | ---------------------------- | ---------------------- | ---------------------- | ----------- | ----- |
| Fizza Fizza | 52kg   | TKM A. Gurbangeldiyeva D 0–2 | Não avançou            | Não avançou            | Não avançou | [ 8 ] |

Legenda
| Recorde mundial      | Recorde mundial (World record)               |                       | Recorde africano                      | Recorde africano (African) |                                           | Q | Classificado por posição (Qualified) |
| Recorde olímpico     | Recorde olímpico (Olympic record)            | Recorde da América    | Recorde da América (Americas)         | q                          | Classificado por melhor tempo (Qualified) |   |                                      |
| Melhor marca do ano  | Melhor marca do ano (World leading)          | Recorde asiático      | Recorde asiático (Asian)              | DNS                        | Não largou (Did not start)                |   |                                      |
| Recorde nacional     | Recorde nacional (National record)           | Recorde europeu       | Recorde europeu (European)            | DNF                        | Não terminou (Did not finish)             |   |                                      |
| Recorde pessoal      | Recorde pessoal do atleta (Personal best)    | Recorde da Oceania    | Recorde da Oceania (Oceania)          | DSQ / DQ                   | Desclassificado (Disqualified)            |   |                                      |
| Recorde da temporada | Recorde da temporada do atleta (Season best) | Recorde sul-americano | Recorde sul-americano (South America) | NM                         | Sem marca (No mark)                       |   |                                      |